# Gaahlskagg
Gaahlskagg er et norsk black metal-band som blev dannet i 1998 af flere af medlemmerne af bandet Sigfader, deriblandt Gaahl og Skagg. Senere er Skaggs bror Thurzur også kommet med i bandet.

## Medlemmer
- Gaahl – vokal
- Skagg – guitar, elektronik
- Thurzur – trommer

### Tidligere medlemmer
- Mutt – trommer

## Diskografi

### Studiealbum
- 2000: Erotic Funeral

### Splitalbum
- 1999: Erotic Funeral Party I / Styggmyrs Triumf (med Stormfront)

## Eksterne links
- Gaahlskagg på Myspace
- Gaahlskagg på Encyclopaedia Metallum

| Musikgruppe | Spire Denne artikel om en norsk musikgruppe er en spire som bør udbygges. Du er velkommen til at hjælpe Wikipedia ved at udvide den. |